# Alberto Fortis

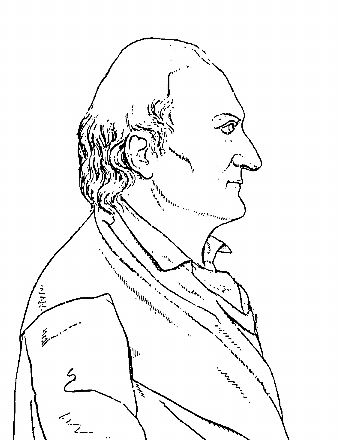
Dibujo de Alberto Fortis en la Galleria dei letterati ed artisti più illustri delle provincie Austro - Venete che fiorirono nel secolo XVIII. Venezia.

Alberto Fortis (Padua 1741– Bolonia 1803) fue un escritor, naturalista y cartógrafo. Su obra más conocida es  Viaggio en Dalmazia ( Viaje por Dalmacia ), una obra de carácter romántico publicada originalmente en Venecia (1774). 
El punto culminante de la obra es la descripción algo romántica de la "Morlaka" (el país de los Valacos/Morlakos), un término usado por Fortis para describir el folklore Morlako (con la balada Hasanaginica) y toda la zona rural dálmata sin influencia de la República Veneciana. Morlakos o Karavlakos eran una población de Valacos pastores que vivían en el Alpes Dinaricos Balcanes occidentales.
En 1786 escribió un poema didáctico sobre geología, en 1795 fue elegido miembro de la Royal Society y ocho años más tarde murió en Bolonia.